# Lobosembia mandibulata
Lobosembia mandibulata is een insectensoort uit de familie Oligotomidae, die tot de orde webspinners (Embioptera) behoort. De soort komt voor in Thailand.
Lobosembia mandibulata is voor het eerst wetenschappelijk beschreven door Ross in 2007.